# Polizeiruf 110: Crash
Crash ist ein Fernsehfilm aus der ARD-Krimireihe Polizeiruf 110. Der Film wurde vom MDR produziert und wurde am Sonntag, den 23. September 2018 erstmals im Ersten ausgestrahlt. Es ist der neunte Fall für die Magdeburger Ermittlerin Doreen Brasch und der vierte Fall mit ihrem Partner Dirk Köhler.

## Handlung
Die Magdeburger Kommissare Brasch und Köhler ermitteln im Fall der jungen Sarah Wagner, die nachts angefahren und tödlich verletzt wurde. Der Fahrer beging Fahrerflucht. Diverse Anzeichen deuten auf ein illegales Autorennen, an dem der Unfallverursacher beteiligt war. Das Opfer hatte Kopfhörer auf und das heranpreschende Auto offenbar nicht gehört. Um an die Raserszene heranzukommen, „klappert“ Kommissarin Brasch die ihr einschlägig bekannten Kfz-Werkstätten ab. Hier erhofft sie sich Hinweise zu Kunden mit getunten Autos. Das gelingt. Zur Überführung der beteiligten Raser kann Brasch ihren Chef überreden, ihr einen entsprechend leistungsstarken Wagen zu besorgen. So kann sie einige Kandidaten ermitteln und mit Videobeweisen eindeutig festnageln. Darunter ist Axel Zerbe, der gerade einen neuen Wagen zugelassen hat. Kommissar Köhler lässt sich dessen alten Wagen zeigen, der allerdings keinerlei Unfallspuren trägt. Weitere Kandidaten sind Henry Müller, Thore Reinhardt und René Helms, der von allen nur „Renate“ genannt wird.
Brasch und Köhler beschäftigen sich auch mit dem Unfallopfer. Ihnen ist nicht ganz klar, warum die junge Frau mitten in der Nacht mit einer Flasche Sekt unterwegs war, obwohl sie, wie sich nach der Obduktion herausstellt, schwanger war. Die Suche nach dem möglichen Vater führt zu Tommy Otto, einem Paketzusteller, der gelegentlich auch in der Raserszene aktiv ist. Von ihm erfährt Köhler, dass Sarah vor kurzem von ihm zu Henry Müller gewechselt sei, einem sehr reichen, aber psychisch auffälligen jungen Mann. Die Kommissare vermuten den Täter unter diesen beiden, ebenso wie Sarahs Vater, der heimlich versucht, die Gerechtigkeit und Bestrafung des Mörders seiner Tochter in die eigenen Hände zu nehmen. Er leiht sich ein Auto und fährt mit hoher Geschwindigkeit auf Tommy Otto zu, als dieser gerade aus der Untersuchungshaft entlassen wird. Otto überlebt dies nicht und Klaus Wagner wird festgenommen.
Einen Hinweis auf Henry Müller erhalten die Ermittler, als sie erfahren, dass Müller bereits einen Tag vor der Veröffentlichung des Namens des Unfallopfers eine Grabstätte für sie gekauft hatte. Darauf angesprochen gibt Müller zu, sich mit Sarah nach dem Rennen verabredet zu haben. Sarah sollte an einer Ecke auf ihn warten, damit sie zusammen „ins Ziel fahren“. Dass sie dann plötzlich über die Straße ging, konnte er nicht ahnen.

## Hintergrund
Die Dreharbeiten fanden an 22 Drehtagen vom 14. November 2017 bis zum 13. Dezember 2017 in Magdeburg statt.

## Rezeption

### Einschaltquoten
Die Erstausstrahlung von Crash am 23. September 2018 wurde in Deutschland von 7,68 Millionen Zuschauern gesehen und erreichte einen Marktanteil von 22,7 Prozent für Das Erste.

### Kritiken
Rainer Tittelbach von tittelbach.tv meinte zu dieser Folge: „‚Crash‘ […] behandelt einen Fall, der nicht typisch ist für eine Mordkommission, der sich aber sehr gut eignet für einen Krimi mit deutlicher Drama-Färbung.[…] Die Ermittler raufen sich endlich zusammen, wodurch sich auch das Potenzial von Michelsen und Matschke weniger verspielt als zuletzt. […] Dramaturgisch schlägt der Film einen ungewöhnlichen Weg ein, der überraschend gut funktioniert. Gut geschrieben, inszeniert, gespielt, knackig die Dialoge: runde Sache.“
Stern.de schrieb: „Dieser Sonntagskrimi kommt einem ziemlich lang vor.“ „Uncool“ wären auch „manche Dialoge, die zum Teil durchaus auch in einem Rosamunde-Pilcher-Film gesprochen werden könnten.“ „Die Gags - sofern es welche sein sollen - sind ebenfalls eher platt.“ „Der Schluss des Krimis ist [allerdings] wirklich sehenswert - erst schockierend, dann berührend.“
Christian Buß von Spiegel Online meinte: „‚The Fast and the Furios‘ [sic!] trifft ‚Ritter der Kokosnuss‘, das klingt nach einem wilden Durcheinander für einen öffentlich-rechtlichen Fernsehkrimi. Aber mit der überwiegend gekonnt austarierten Mischung aus Witz und Wut, Geschwindigkeit und Gelassenheit gelingt es den Verantwortlichen, Klischees zum Thema Jungs, Rausch und PS-Wahn zu umgehen.“
Bei der Westfälischen Rundschau wertete Frank Preuß: „dem Film [geht] flugs die Puste aus, er dümpelt inmitten schneller Autos vor sich hin. Das liegt auch daran, dass die Hund-Katz-Konstellation zwischen Matthias Matschke und Claudia Michelsen trotz beider schauspielerischer Qualitäten nicht mehr trägt: Die Schärfe ist raus, sie wirken matt.“ Fazit: „Starkes Thema, aus dem man mehr machen muss. So bleibt es Fernsehdurchschnitt. Wohlwollend betrachtet.“